# Lena Andersson
Lena Andersson (mei 1961) is een voormalig Zweeds langebaanschaatsster.
In 1985 en 1986 nam ze deel aan de Europese Kampioenschappen allround, en in 1986 ook voor het WK allround, maar ze wist zich steeds niet te plaatsen voor de eindafstand. 

## Records

### Persoonlijke records[2]
| Afstand      | Tijd     | Datum            | Baan      |
| ------------ | -------- | ---------------- | --------- |
| 500 meter    | 44,60    | 15 november 1984 | Inzell    |
| 1000 meter   | 1.28,88  | 17 januari 1988  | Davos     |
| 1500 meter   | 2.14,80  | 9 januari 1988   | Davos     |
| 3000 meter   | 4.51,21  | 22 november 1987 | Berlijn   |
| 5000 meter   | 8.35,53  | 16 december 1984 | Groningen |
| 10.000 meter | 19.03,80 | 4 maart 1981     | Stockholm |